# Відділ 35 (Штазі)
Відділ 35 (нім. Abteilung 35) — один з відділів Міністерства державної безпеки НДР.

## Історія
Відділ був заснований в 1960, на місці Відділу «Л» МДБ НДР. У 1969 році увійшов до складу Управління оперативно-технічного сектору Штазі.

## Завдання
Відділ займався обробкою та виробництвом документів шляхом аналізу, відтворення та виробництва документів та засобів сертифікації. Також в задачі відділу входив захист документів від підробок чи фальсифікації.

## В культурі
- Радіожурналіст і один зі засновників Deutschlandfunk Гайке Таух, написав твір про офіцера 35 відділу Штазі.[2]